# دورة كالينا
دورة كالينا هي دورة ثيرموديناميكية طُورت من قِبل العالم ألكسندر كالينا ويتم فيها تحويل الطاقة الحرارية إلي شُغل ميكانيكي.
ويُستخدم في الدورة محلول مُكون من مائعين مختلفين بدرجتي غليان مختلفة لكل منهما، وحيث أن المحلول يغلي علي مدي من درجات الحرارة كما يحدث في عمليات التقطير، وبالتالي فإنه يمكن الحصول علي مزيد من الطاقة الحرارية إذا ما قورن هذا باستخدام مائع تشغيل واحد نقي في الدورة.
ويتم تكرار هذا مرة أخرى عند نهاية العادم أو التكثيف، وهذا يزيد الكفاءة بشكل أفضل بالمقارنة مع الدورة المركبة وبتركيب أقل تعقيدًا.
وعن طريق الاختيار المناسب للنسبة بين مكونات المحلول إنه درجة غليان المحلول الفعلية يمكن ضبطها أو تهيأتها لتناسب درجة الحرارة عند الدخول، الماء والامونيا هما المائعين الأكثر استخدامًا في هذا المجال لكن هناك بعض الموائع المناسبة والتي يمكن استخدامها أيضًا.
وبسبب تلك الميزة فإنه يمكننا الاستفادة الكاملة من فرق درجات الحرارة بين مصدر الحرارة والخزان الحراري المتاح، وتُستخدم الدورة في بعض التطبيقات لإعادة الاستفادة من الإجراءات الحرارية في الصناعة وأيضًا الطاقة الشمسية والطاقة الحرارية الجوفية وإعادة استخدام الطاقة الحرارية المهدرة في المصانع والمحطات.

## دورة كالينا في محطات الطاقة
تُستخدم دورة كالينا في محطات توليد الطاقة لاسترداد الحرارة المهدرة من الإجراءات الصناعية، فدورة كالينا يُظن بأنها تُزيد الكفاءة الحرارية للقدرة بمقدار 50% في بعض أجزاء المحطة ودورة كالينا تناسب بشكل مثالي بعض التطبيقات في صناعة الحديد والفحم ومصافي البترول ومصانع إنتاج الاسمنت.
- مصنع كاشيما للأعمال الحديدية التابع لشركة سوميتومو للصناعات المعدنية تم تفويضه في عام1999 لإنتاج 3.6 ميجاواط من الطاقة الكهربية وهو أكبر مُشغل ومستخدم تجاري لدورة كالينا.
- مصافي طوكيو بأي للبترول التي تعمل لدي شركة فيوجي للبترول تعمل علي توليد 4ميجاواط من الطاقة الحرارية الجوفية.
- محطة هيوسافيك للطاقة، أيسلندا تُنتج طاقة كهربية بمقدار 2ميجاواط وطاقة حرارية بمقدار 20ميجاواط.
- محطة أنتيرهاشنج الألمانية للطاقة أُنشئت في 2009 وكانت الأولي من نوعها بأقل محتوي حراري في منطقة جنوب ألمانيا، وتنُتج تلك المحاطة ما يقارب من 3.4ميجاواط من الطاقة الكهربية و 38ميجاواط من الطاقة الحرارية محليًا.
- مُنشأة برخسال الألمانية للطاقة أنشأت في ديسمبر 2009 وتُتنج 580 كيلوواط من الطاقة الكهربية.
- وحدة إيكوجين في اليابان تُنتج 50 كيلوواط وكانت الأولي من نوعها التي يتم إنشاءها في تلك المدينة في عام 2011 ووحدة إيكوجين هي تصغير لدورة كالينا وتم تصميمها خصيصًا لتناسب جو الربيع الحار في اليابان.

## الجيل الثاني من الدورة
تم تطوير جيل ثاني من نظام دورة كالينا بواسطة العالم كالينا والعالم كاليكس، الأنظمة الجديدة هي مثل دورة كالينا (أي فيها محلول مكون من مائعين مختلفين بدرجات غليان مختلفة) ولكنهم لم يستخدموا وصف «دورة كالينا» كعلامة تجارية.
وبخلاف الجيل الأول من أنظمة دورة كالينا والتي كانت مناسبة للتطبيق فقط عن فرق درجات حرارة صغير بين مصادر الحرارة، فإن الجيل الثاني من أنظمة دورة كالينا فإنه يمكن استخدامها لكلٍ من فرق درجات الحرارة الكبير والمنخفض بين مصادر الحرارة.
ويتوقع لدورة كالينا من الجيل الثاني عندما يكون فرق درجات الحرارة بين مصدري الحرارة منخفضًا أن تحقق كفاءات حرارية مرتفعة أكبر من مثيلاتها المتاحة في الدورة من الجيل الأول.

## الترخيص
دورة كالينا كعلامة تجارية وكل الاختراعات المن الجيل الأول والتي ما تزال تعمل هي مملوكة بالكامل لشركة واسابي للطاقة (Wasabi Energy plc) وهي المالكة لشركة جلوبال جيوثيرمال والشركة الأم لشركة ريكرنت الهندسية الصناعية (Recurrent Engineering Inc).
بعضًا من تصميمات واختراعات دورة كالينا الأصلية انتهت صلاحيتها ولم تعد تعمل الآن في المجال العام، وتمتلك شركة جلوبال جيوثيرمال التابعة لشركة واسابي الكيانات المرخص لها حول العالم لاستخدام إجراءات دورة كالينا من الجيل الأول/ وكنتيجة لهذا فإن شركة جلوبال جيوثيرمال تُدير حقوق دورة كالينا وأكثر من 200 براءة اختراع دولية مرتبطة بتلك التقنية.
وتمتلك شركة إف إل سميدث (FLSmidth & Co. A/S) العالمية للطاقة الحق الحصري في معظم الدول لاستخدام تقنية دورة كالينا من الجيل الأول في صناعات الأسمنت والحوامض.
وجميع الاختراعات المرتبطة بالجيل الثاني من دورة كالينا تمتلكها حاليًا شركة كاليك (Kalex LLC) التي تم تأسيسها من قِبل العالم كالينا.